# Сучков, Анатолий Андреевич
Анато́лий Андре́евич Сучко́в (укр. Анатолій Андрійович Сучков; 5 ноября 1934, Москва — 10 октября 2021, Киев) — советский футболист, защитник, чемпион СССР (1961), мастер спорта СССР (1959), также советский и украинский тренер и футбольный селекционер.

## Футбольная биография

### Карьера игрока
Коренной москвич, Анатолий Сучков начинал с дворового футбола. В послевоенное время объединившись с 13—15 летними ребятами в команду, играл с военнопленными немцами, когда те были свободны от работы. Из уличного футбола попал в юношескую команду «Крылья Советов» при стадионе «Юных пионеров», игравшую на первенство Москвы.
В 1953 году тренер В. Г. Блинков порекомендовал молодого защитника Георгию Глазкову, который возглавил запорожский «Металлург». Так Анатолий оказался в своей первой взрослой команде мастеров, с которой занял 3 место в своей группе класса «Б», а в Кубке СССР дойдя до 1/8 финала, уступив московскому «Спартаку».
В 1954 году Сучкова призвали в армию, направив служить в команду «Дом офицеров», базировавшуюся в Таллине и выступавшую в классе «Б», но уже через месяц коллектив перевели в Севастополь. В армейской команде ДОФ (Дом офицеров флота), Анатолий провёл 4 сезона. В 1957 году футболист, представлявший к тому времени СКЧФ (Спортивный клуб Черноморского флота), в составе сборной, составленной из лучших игроков клубов класса «Б», играл в товарищеском матче против тбилисского «Динамо». Игра защитника понравилась наблюдавшему за матчем Николаю Петровичу Старостину, и вскоре Сучков оказался в московском «Спартаке». Но раскрыться в московской команде было не суждено. Высокая конкуренция за место в основном составе плюс травма, полученная на тренировке в столкновении с вратарём Валентином Ивакиным, не позволили Анатолию завоевать твёрдое место в стартовом составе.
В 1959 году О. А. Ошенков, возглавлявший киевское «Динамо», в своё время тренировавший сборную класса «Б» и хорошо знавший возможности Сучкова, приглашает защитника в динамовский клуб. Именно в Киеве Анатолий нашёл свою команду, прочно закрепившись на позиции крайнего защитника. С приходом на тренерский мостик В. Д. Соловьёва пришли и первые серьёзные успехи киевлян в чемпионате СССР. В 1960 году Сучков с командой становится серебряным призёром. А уже в следующем году впервые в своей истории «Динамо» (Киев) становится чемпионом СССР. Весомый вклад в победу внёс и левый защитник команды Анатолий Сучков, сыгравший в чемпионском сезоне 25 игр. По итогам года Анатолий был внесён в список «33 лучших футболистов УССР» под № 1.
В следующих двух сезонах киевские динамовцы не смогли выступить так же успешно, не попав даже в призёры. А 1963 год для Сучкова сложился и вовсе неудачно, тяжёлая травма надолго вывела игрока из строя. Восстановившись, уже сложно было конкурировать за место в основе, и Анатолий переходит в львовские «Карпаты», где, проведя два года, завершает игровую карьеру.

### Карьера тренера и селекционера
Вернувшись в Киев, с января по июль 1966 года Анатолий Сучков работал тренером ДЮСШ «Динамо» Киев. Окончив школу тренеров при Киевском Государственном институте физической культуры, работал помощником главного тренера в харьковском «Металлисте» и выступавшей в классе «Б» команде «Колос» (Акимовка) Мелитопольского района Запорожской области.
В 1969 году переходит ассистентом главного тренера в «Буковину». С 1971 года по май 1972 года возглавлял черновицкую команду в должности главного тренера, а с мая 1972 года по 1974 год работал в этой команде на должности начальника команды.
В 1974 году вновь возвращается в Киев, в ставшее уже родным «Динамо», которое возглавлял его бывший партнёр на поле Валерий Лобановский, получив должность тренера, занимался довольно успешно селекционной работой. А в 1979 году благодаря активности Сучкова специальным распоряжением Спорткомитета СССР официально была введена в штат команд должность тренера-селекционера. Впоследствии, проработав на этой должности до 1994 года, стал самым успешным селекционером в истории киевского «Динамо», найдя для команды целую плеяду футболистов, впоследствии ставшими лидерами киевского клуба и сборной СССР (Анатолий Демьяненко, Александр Хапсалис, Вадим Евтушенко, Василий Рац, Андрей Баль, Сергей Балтача, Олег Кузнецов, Сергей Юран…).
С 1992 года, после того как Украина стала независимым государством, Сучков тренировал созданную на базе футболистов киевского «Динамо» молодёжную сборную Украины.
Покинув в 1994 году киевский клуб, работал в селекционных службах таких клубов, как «Кривбасс», «Днепр» (Днепропетровск), ЦСКА (Киев), «Металлург» (Запорожье).
В августе 1999 года вернулся в киевское «Динамо», где проработал до 2009 года.

## Достижения
- Чемпион СССР: (1961)
- Серебряный призёр чемпионата СССР:(1960)

## Награды
Награждён медалью «За труд и доблесть» (2011).